# 바리나스

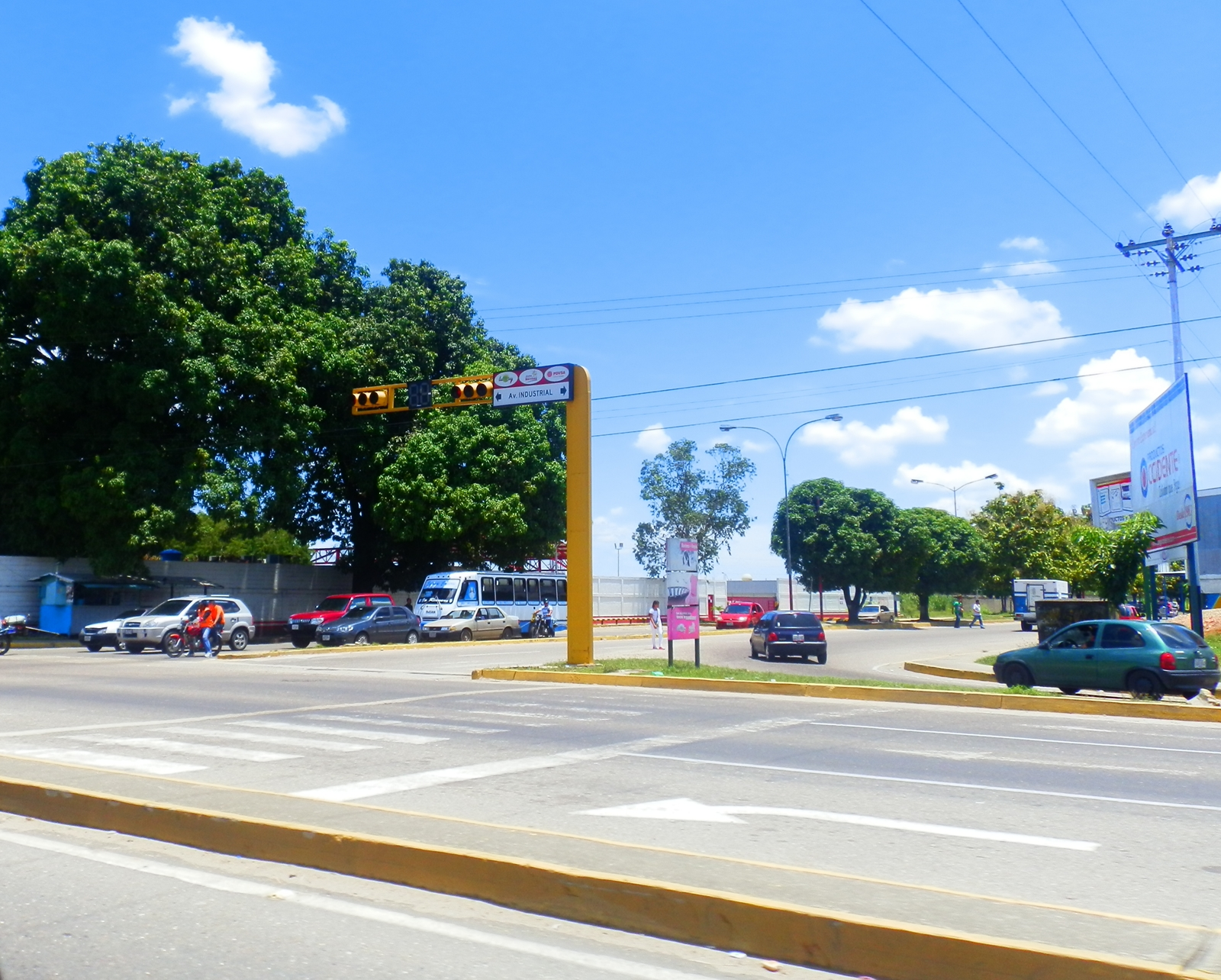

바리나스(Barinas)는 베네수엘라 서부에 있는 도시로 바리나스 주의 주도이다.